# Gürcan Gürsel
Gürcan Gürsel (* 15. März 1959 in Turhal, Türkei) ist ein türkischer Comiczeichner. Er ist der Verfasser und Zeichner verschiedener erfolgreicher Comicserien, insbesondere von Les Foots Furieux (dt. The Champions bzw. Die Chaos-Kicker).

## Leben und Wirken
Gürcan Gürsel besuchte von 1977 bis 1981 die Akademie der Schönen Künste in Istanbul.
Über 20 Jahre wirkte er im türkischen gesellschaftskritischen Satire-Magazin Gırgır, aber auch für die Magazine Çarşaf, Fırt, Laklak, Avni, Fırfır und Dıgıl. Darüber hinaus arbeitete er für die türkische Ausgabe des amerikanischen Satire-Magazins Mad.
1988 emigrierte er nach Belgien und schuf dann mehrere in Frankreich und Belgien sehr populäre Comicserien. Sein Zeichenstil orientiert sich an der Tradition der École Marcinelle. Über den humoristischen Aspekt hinaus fallen seine Sportcomics durch  eine hohe Detailtreue der Bewegungsabläufe auf.

## Werke (Auswahl)
Zum Thema Sport:
- Les Foots Furieux (dt.: The Champions ab 2004 bei Panini, Arboris, BSE und Zomerdijk; über Fußball)
- Top 15 (ab 2007; über Rugby)

Zum Thema Erotik:
- Rooie Oortjes (dt.: Rote Ohren/Höhepunkte; Erschienen ab 1993 bei Arboris, BSE und Boemerang)